# Tecoma castanifolia
Tecoma castanifolia es una especie  del género Tecoma, perteneciente a la familia de las bignoniáceas.  

## Distribución
Tecoma castanifolia Se distribuye en Ecuador en la costa y la Cordillera de los Andes.

## Taxonomía
Tecoma castanifolia fue descrita por (D.Don) Melch.  y publicado en Berichte der Deutschen Botanischen Gesellschaft 59: 26. 1941.
Etimología
Tecoma nombre genérico que se deriva del náhuatl de la palabra tecomaxochitl, que se aplicó por los pueblos indígenas de México a las plantas con flores tubulares.
castanifolia: epíteto compuesto latíno que significa "con hojas de Castanea"
Sinonimia
- Bignonia castaneifolia (D.Don) DC.
- Bignonia serrata Pav. ex G.Don
- Delostoma stenolobium Steud.
- Gelseminum gaudichaudii (DC.) Kuntze
- Kokoschkinia paniculata Turcz.
- Stenolobium castanifolium D.Don
- Stenolobium stans var. castanifolium (D.Don) Seem.
- Tecoma gaudichaudii DC.[3][4]